# 东门镇 (罗城县)
东门镇，是中华人民共和国广西壮族自治区河池市罗城仫佬族自治县下辖的一个乡镇级行政单位。

## 行政区划
东门镇下辖以下地区：
凤凰社区、狮子山社区、白马社区、五里香社区、桥头社区、冲洞村、大境村、三家村、燕塘村、大福村、勒俄村、古耀村、德音村、平洛村、章罗村、永安村、凤梧村、横岸村、中石村、佑洞村、东勇村、弄达村、龙山村、榕木村、城东工业园社区和矿区工业园社区。